# Saint-Edmond-de-Grantham
Saint-Edmond-de-Grantham är en kommun i provinsen Québec i Kanada. Den ligger i regionen Centre-du-Québec, i den sydöstra delen av landet, 240 km öster om huvudstaden Ottawa. Antalet invånare var 804 vid folkräkningen 2021. Landarean är 48 kvadratkilometer.